# Nephodia vestigiata
Nephodia vestigiata là một loài bướm đêm trong họ Geometridae.